# افدیرک
{{Infobox settlement|official_name=افدیرک|native_name=افدیرک|image_skyline=|imagesize=|image_caption=|image_flag=|image_seal=|image_map=|map_caption=موقعیت افدیرک در نقشه|pushpin_map=Mauritania|pushpin_label_position=bottom|pushpin_mapsize=300|pushpin_map_caption=محل سکونت در موریتانی|subdivision_type=کشور|subdivision_type1=استان‌های موریتانی|subdivision_name= موریتانی|subdivision_name1= منطقه تیریس زمور|subdivision_type2=|subdivision_name2=|established_title=|established_date=|government_type=|leader_title=|leader_name=|area_magnitude=|area_total_sq_mi=|area_total_km2=|area_land_sq_mi=|area_land_km2=|area_urban_sq_mi=|area_urban_km2=|area_metro_km2=|area_metro_sq_mi=|population_as_of=|population_footnotes=|population_total=5760|population_urban=|population_metro=|population_density_sq_mi=|population_density_km2=|timezone=|utc_offset=|timezone_DST=|utc_offset_DST=|latd=22|latm=40|lats=42|latNS=N|longd=12|longm=42|longs=41|longEW=W
افدیرک (به عربی: افدیرک) یک منطقهٔ مسکونی در موریتانی است که در منطقه تیریس زمور واقع شده‌است.

## خصوصیات
افدیرک ۵٬۷۶۰ نفر جمعیت دارد و ۴۵۵ متر بالاتر از سطح دریا واقع شده‌است.

## خواهرخوانده
شهر ردز خواهرخواندهٔ افدیرک هست.